# 黃錫照
黃錫照（英語：Huang Shih-chiu, Steve，1926年11月25日—2005年3月8日），香港資深傳媒人，1967年電視廣播有限公司（即無綫電視）成立後擔任首任執行經理，1975年2月至1981年6月20日擔任麗的電視常務董事兼總經理。

## 生平

### 早年生涯
黃錫照1926年11月25日生於香港，早年就讀於上海聖約翰中學，其後升讀聖約翰大學主修物理，1947年畢業。1955年，他負笈美國入讀加州大學柏克萊分校修讀傳理，期間曾任該校的中國學生會主席，並於1957年獲文學士學位（B.A.）畢業。

### 傳媒工作
從加州大學畢業後，黃錫照最初前往紐約市，獲《紐約時報》編輯部聘用為東南亞編輯助理，其後於1958年離職。翌年，他返回加州，獲《奧克蘭論壇報》聘用為記者，同時利用工餘時間於聖荷西州立學院（聖荷西州立大學前身）攻讀美國歷史，後於1960年獲得文學碩士學位（M.A.）畢業。
1961年，黃錫照返回香港，首先獲香港政府新聞處聘用為新聞官，但翌年轉投《英文虎報》任職城市版編輯。香港中文大學於1963年成立後，黃錫照旋獲聘任為該校的助理校務主任，任內主管學生福利、出版、對外事務和新聞發佈等事宜。任職中文大學期間，他還參與設立新聞及傳播學系，並提攜黃應士等人加入電視新聞行業。
1967年，香港首家免費電視台電視廣播有限公司（即無綫電視）啟播，黃錫照獲聘到新成立的電視台任職執行經理，是電視台的開台功臣之一。不過，黃錫照在1968年離開無綫，並加入新成立的香港公益金任職首任募捐運動董事，對公益金的早期工作奠下基礎。1972年離任後，他轉為從事房地產業務，曾任職大昌管理有限公司營運總監等職。

### 麗的電視
1974年12月，麗的電視宣佈聘任具傳媒經驗的黃錫照出任總經理一職，其後1975年2月履任，是麗的電視首位華人總經理。在其任內，黃錫照對麗的電視進行改革，並任用如麥當雄、蕭若元、李兆熊、屠用雄等當時未滿30歲的新人製作節目與無綫電視競爭。
1977年麗的電視人事改動後，黃錫照領導下的麗的電視更主力與無綫電視展開競爭。例如在1978年，黃錫照曾經將麥當雄監製的電視劇《鱷魚淚》放在當時無綫電視的綜藝節目《歡樂今宵》播映的同一時段播放，使《歡樂今宵》收視率下降。翌年，黃錫照又將長篇電視劇放在無綫電視播放單元劇的時間播出，使無綫電視單元劇的收視率大幅下降，更使無綫電視腰斬單元劇。1980年，黃錫照又帶領麗的電視推行「千帆並舉」攻勢，推出《大地恩情》、《IQ成熟時》等劇集，最終前者使無綫電視腰斬《輪流傳》，並結束無綫電視的「翡翠劇場」時段，後者更是麗的電視首部收視率超過無綫電視的劇集。
1981年，澳洲財團有意入主麗的電視，麗的內部陷入混亂，黃錫照也在同年辭任麗的總經理一職。翌年9月24日，麗的電視轉由遠東發展主席邱德根購入，並改名亞洲電視，麗的電視遂成為歷史。

### 晚年生涯
黃錫照離開麗的後，曾於新加坡從事房地產生意。2005年3月8日，他於香港逝世，終年78歲。

## 家庭生活
黃錫照在加州大學柏克萊分校中國學生會認識潘慧仙，兩人後來於1957年在美國成婚。潘慧仙曾於香港大學動物學系任職，她與丈夫育有一女二子。其中二子黃岳永曾擔任謝瑞麟珠寶的行政總裁，也是香港電台節目《窮富翁大作戰》其中一輯的參加者之一。
黃錫照生前曾經是香港賽馬會、香港木球會、香港高爾夫球會、香港會和九龍塘會等多家會所的會員。